# 李娜
李娜（1982年2月26日—），湖北武汉人，中国前職業網球运动员，兩座大滿貫冠军得主，最高世界排名为第2位，职业生涯共赢得了九座WTA巡回赛单打冠军。在2011年法网夺冠后，李娜成为了历史上首位出生于亚洲的大满贯冠军。
1999年轉為職業球員，2002年到2004年曾短暫退役回到校園唸書。2004年復出后于广州国际女子网球公开赛夺冠，成为历史上第一个赢得WTA巡回赛冠军的中国选手，於2006年首度打進大滿貫八強，成为。之後職業生涯裡面共有10次打入大滿貫八強以內，其中四次打入大滿貫女單決賽，最終獲得2冠2亞的成績。2011年法國網球公開賽李娜連過四位前十球員奪得最後的冠軍，成為第一位奪得大滿貫冠軍的亞洲女性球員。2014年澳洲網球公開賽，李娜第三度晉級澳网女單決賽，並獲得最後的冠軍，成為第一位在澳網奪得女單冠軍的亞洲球员。
2013年WTA年終總決賽，李娜第一次打入總決賽決賽，雖然最後獲得了亞軍，但職業生涯排名創新高，上升到世界第三的位置。2014年2月，李娜的世界排名上升到世界第二，成為歷史上第一位排名達到世界第二的亞洲球員。（也是排名最高的亞洲球員，到2019年被大坂直美的第一位打破）在2014年7月溫網之後，李娜受到了膝傷的困擾讓她遠離賽場兩個月，並在9月份發出退役告別信，決定退役。2019年，李娜入选国际网球名人堂。
李娜是中国网球运动的先驱，创造了多项历史，她曾是亚洲最成功的网球运动员，2013年入选时代百大人物。在十五年的職業生涯裡，李娜21次打入WTA女單賽事決賽，并共获得了9个WTA和19个ITF单打冠军，職業生涯總戰績為503勝188負，以排名世界第六的身份退役。

## 童年
李娜爷爷李龙立是汉口宝善街小学体育老师。李娜父亲李盛鹏（1957-1996）籍贯湖北汉阳县（1992年後改稱蔡甸），短暂进过湖北省羽毛球队，文革时知青下乡中斷运动生涯，回城後轉業至國營的长江金属制品厂任銷售。母亲李艳萍（1957-）籍贯湖南新化縣白溪鎮，成長於漢口漢正街宝庆码头新化船幫移民區，武汉长江轮船公司工作。李娜1982年2月26日生于武汉市江岸区球场路16号，3歲那年在外祖母家新化縣白溪鎮住過一會。1996年，李娜14岁时父亲因先天性血管狭窄去世。
李娜6岁开始练习羽毛球，她的教练发现其臂力大而建议其转学网球，于是她从9岁开始，在汉口新华路体育场业余体校（今汉口新华中心湖北省网校）打网球。第一任网球教练是夏溪瑶。1997年加入中华人民共和国国家网球队。其後她獲得耐克贊助，往美國德克薩斯州的紐康姆網球學校受訓十個月。

## 职业生涯

### 技术风格
李娜属于攻击力强的类型。由于其上肢力量突出，相对于其他亚洲选手而言，可以打出更具威胁的底线进攻球。从击球风格来看，李娜属于攻击型底线相持型打法。在比赛中多使用正反拍打出距离底线边线较近的快速回球，使对方陷于被动。其反拍更是曾被誉为世界顶尖的水准。同样，伴随着较具威胁的底线回球的是其较多的主动失误，在底线相持中，李娜更偏向于选择难度较大的落点而不是选择保守且更安全的落点。李娜虽然不是防守型球员，但其步法快，到位精准，可以帮助其提高回球质量。李娜并不善于处理强烈的上旋球，例如对阵上旋强烈的球手（彼得罗娃、斯托瑟等）时，李娜往往在接发球环节就开始处于被动。在2009年聘请托马斯担任教练以后，李娜的非受迫性失误开始逐步减少，这使她的成绩逐步提升，并且夺取了2011年法网冠军。但同时，比赛中以及赛季不同阶段状态起伏大是李娜的弱点。
2012年秋季开始，李娜聘请了比利时网坛天后海宁的阿根廷原教练员卡洛斯·羅德里格斯。卡洛斯对李娜的发球技术进行了改造，使得李娜的发球技术有了长足的进步。同时，李娜更多時候會来到网前得分。

### 1999年至2002年：初出茅庐
1999年李娜转為职业球手，當年获得3个ITF单打和8个双打冠军。
2000年，李娜与李婷合作，在WTA塔什干公开赛女双決賽中，擊敗Iroda Tulyaganova（烏茲別克）和Anna Zaporozhanova（烏克蘭）組合，夺取冠军，获得个人首个WTA赛事冠军。她在悉尼奥运会上首轮出局（0：2不敌西班牙前WTA世界第一），当年她获得了8个ITF单打和6个双打冠军。
2001年她在ITF缺赛较多，共得到2个ITF单打（包括在胡志明市決賽擊敗後來也成為WTA女單排名前二十的文奇）和1个ITF双打冠军。同年，她代表中国參加在北京舉行的世界大學生運動會網球比賽，奪得女子單打（決賽2：1擊敗台灣代表李慧芝）、女子雙打（與李婷搭檔）和混合雙打（與朱本強搭檔）3面金牌。她亦代表湖北省隊參加在廣州舉行九運會，奪得女子團打、女子單打、女子雙打（與李婷搭檔）3枚金牌和混合雙打（與朱本強搭檔）1枚銅牌。
2002年，李娜仅于2月获得一站ITF单打冠军。年底她离开国家队和网坛，在华中科技大学就读新闻专业，并在数年后完成了新闻本科学业。据媒体报道，李娜此次离队是因为在多个问题上与国家队存在矛盾，其中一个主要问题是她与队友姜山的恋爱遭到国家队反对；教练余丽桥过于严厉，不懂得表扬队员；李娜请求拥有个人教练而不是共用教练但遭拒绝。

### 2004年至2008年：重回赛场

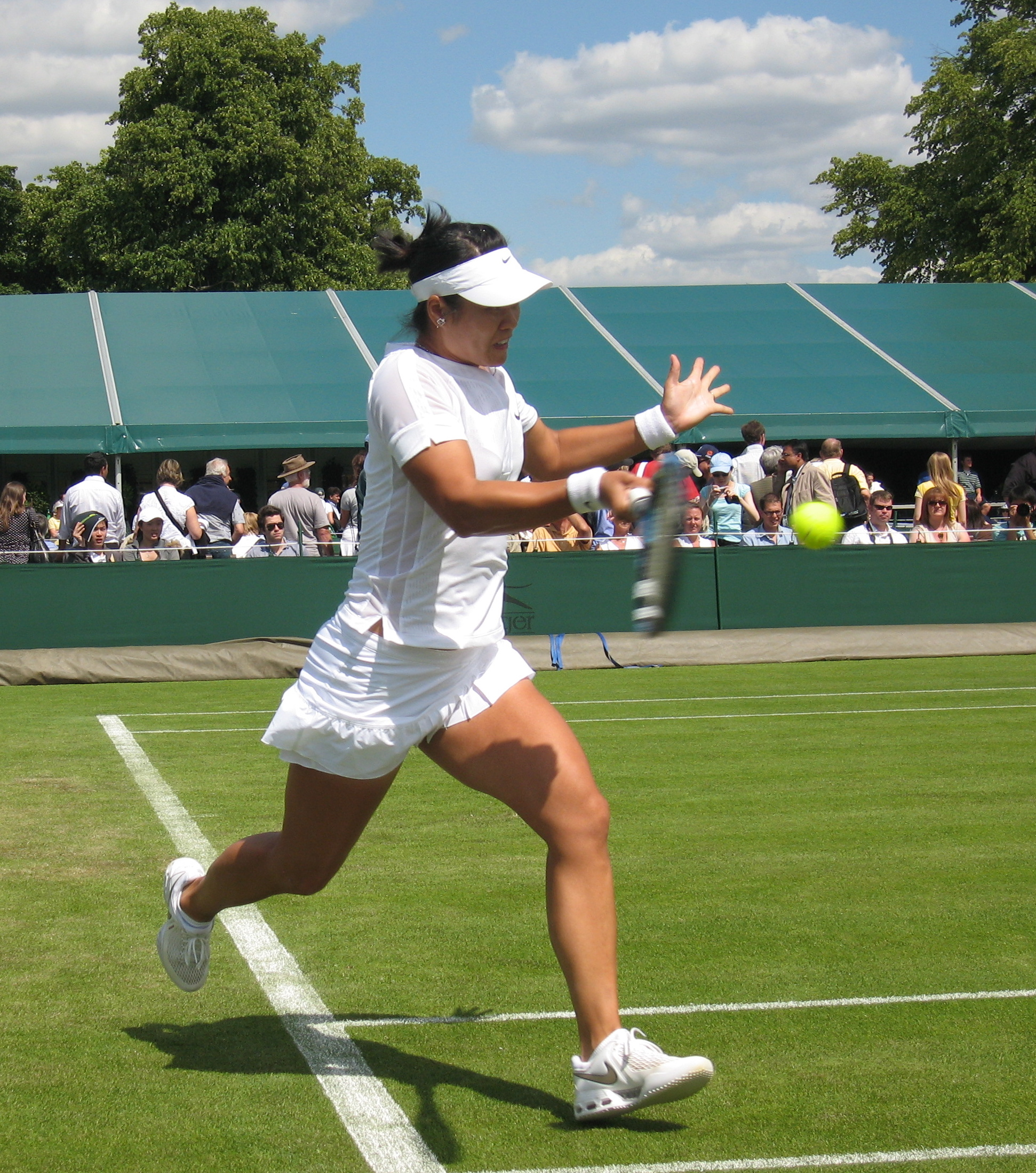
2008年温布尔登网球锦标赛第一轮，李娜正手一击

缺席了25个月后，在時任網管中心主任孫晉芳力邀下，李娜于2004年年中复出，不久重新进入国家队。年底，她在WTA广州公开赛中一举夺冠，成为中国网球首位WTA赛事的单打冠军。同年在塔什干舉行的亞洲網球錦標賽中，她在女單決賽直落兩盤（比分：6-2，6-1）擊敗印度選手米爾莎，奪得冠軍，並獲得2005年澳大利亚网球公开赛的外卡。 
2005年开始，李娜不再参加ITF比赛，完全投身WTA赛事。2005年2月14日，李娜首次在WTA單打世界排名進入前五十位；她在葡萄牙埃斯托利尔夺得了亚军，在其他3项赛事中进入四强；在澳大利亚网球公开赛中她进入了第三轮，敗於俄羅斯名將莎拉波娃；美国网球公开赛则在首轮敗於1998年女單冠軍达文波特而出局。因為國家隊球員需要回國參加十運會預選賽，李娜等國家隊球員放棄了法網和溫布頓比賽。李娜在10月舉行的十運會女子單打網球賽四強負於國家隊隊友彭帥，賽後李娜炮轟舉國體制，受到當時網管中心主任孫晉芳的抨擊，後者曾表示李娜不可能參加北京奥运会。
2006年澳大利亚网球公开赛首轮负于卫冕冠军塞雷娜·威廉姆斯后，李娜与姜山在1月27日结婚。5月埃斯托利尔决赛中，中途退賽输给了同胞郑洁；同月在柏林舉行的德國公開賽中，李娜首次擊敗世界排名前十球員（2比1逆转當時世界排名第九的施尼德），並首次进入了一级赛四强。李娜在6月法国网球公开赛的第三轮落败。同月和扬科维奇搭档获得了伯明翰站草地賽的双打冠军。6月19日，她首次进入WTA單打世界排名前三十位。7月初她进入了温布尔登网球锦标赛单打四分之一决赛，创下当时中国网球单打选手在大满贯中的历史最佳战绩。8月14日，她成为了第一个进入WTA单打排名前二十位的中国球员。之後她在美网打入了第四轮。
年底的多哈亞運會網球賽女子單打賽事中，李娜在八強擊敗上屆釜山亞運會冠軍Iroda Tulyaganova，但在半决赛中负於印度選手米尔扎，僅收獲銅牌。其丈夫姜山在多哈亚运之后成为李娜的专属教练。
2007年1月，李娜单打世界排名达到第16位。她在当年的悉尼站进入半决赛，澳网进入16强，印第安维尔斯大师赛打入四强，法网进入第三轮。但6月她在伯明翰站肋部受伤，缺席了下半年的所有比赛，包括温网和美网，即便如此，她依旧是2007年亚洲年终一姐。
2008年，李娜在澳大利亚黄金海岸获得了第二个WTA单打冠军，澳网进入了第3轮，多哈站更打入四強，不過當時李娜的膝蓋傷患嚴重，結果3月去了德國慕尼黑進行手術，當時為李娜主診的醫生曾認為她可能不能再打網球，幸好她只缺席春季北美一級賽至法网的賽事；直到伊斯特本站草地賽復出，之後温网打入第2轮。北京奥运会网球女单赛场上，她于首场击败当时世界排名第三的库兹涅佐娃，在八强击退了2000年悉尼奥运会冠軍维纳斯·威廉姆斯，半决赛不敌萨芬娜，最後也在季軍戰落敗而無緣獎牌。
2008年奥运之后，李娜与中国其他三位顶尖女网选手郑洁、彭帅和晏紫正式脱离国家队，开始走上自负盈亏的职业化道路。这次脱离国家队的決定被媒体称为“单飞”。在此之后，李娜可以自主选择个人教练，并只上交8%至12%的赛事奖金给政府，而不再是国家队时的65%。
2008年的美网中，李娜第四轮输给了刚获奥运冠军的德门蒂耶娃。

### 2009年至2010年：“单飞”后的成就

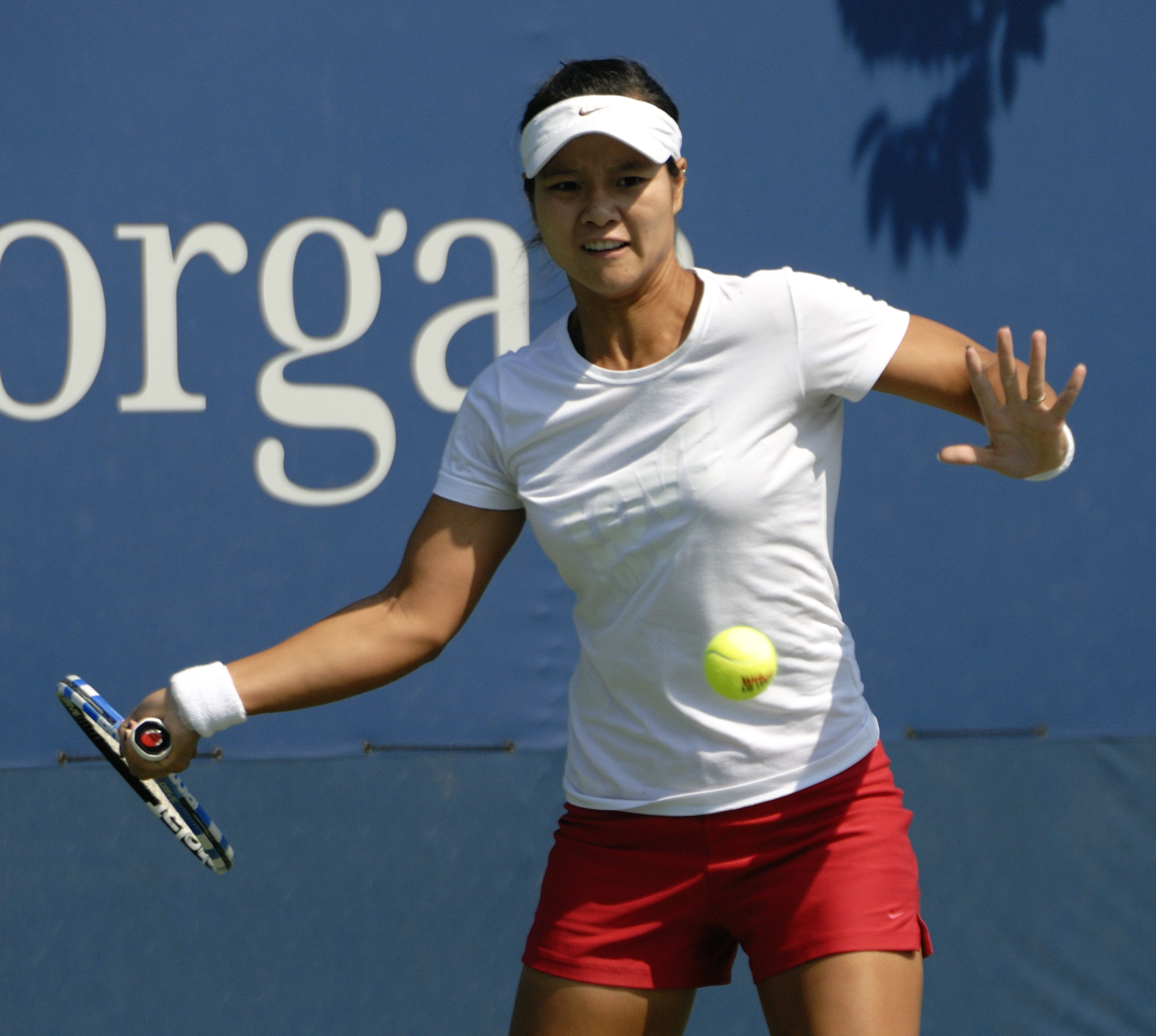
2009年美国网球公开赛上的李娜

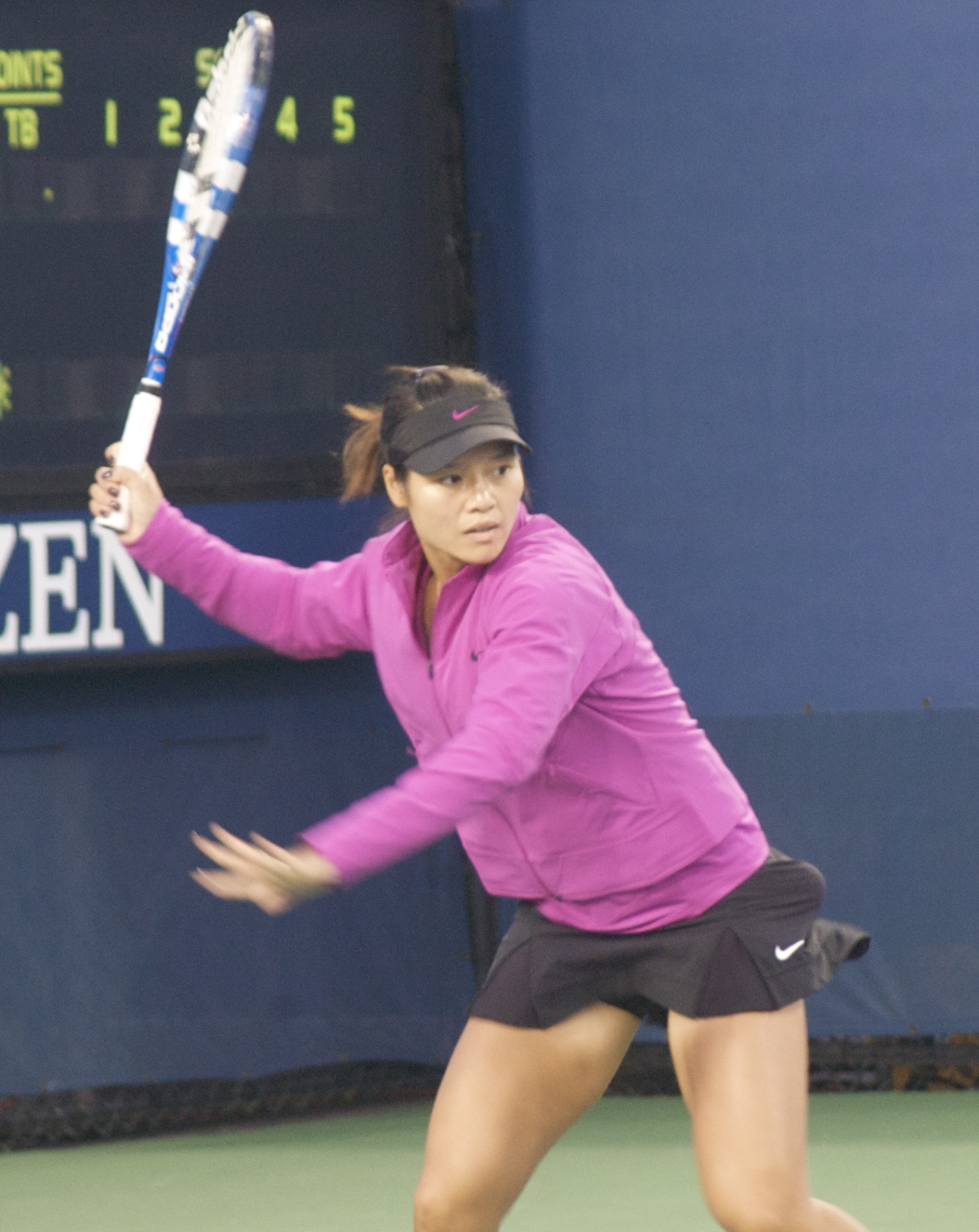
2009年美国网球公开赛上的李娜

2009年李娜聘请了瑞典籍前国家网球队教练托马斯·霍格斯泰特（Thomas Hogstedt）作为自己的专属技术教练。当年她在法网第4轮败给莎拉波娃，温网第3轮败于拉德萬斯卡，在蒙特雷和伯明翰得到了两个国际赛亚军，伯明翰草地賽女單四強更是她首度擊敗莎拉波娃。当年的美网中，她于16强战中战胜意大利的斯齐亚沃尼，晋身8强，成为首位于此赛事出线8强的中国女子球手，四分之一决赛不敌最后的冠军克里斯特尔斯，但也使其10月世界排名升至第15位，追平了郑洁所创的中国选手最高的世界排名纪录。
2010年李娜与郑洁分别在澳网中跻身女单四强。八強擊敗了维纳斯·威廉姆斯，半决赛遇上了她的妹妹 - 四屆冠軍塞雷娜·威廉姆斯，虽然李娜最終遭受連續兩個搶七失利而落敗，但WTA女單世界排名上升到了第十，创造了中国球员的最高排名记录。这也是在大满贯历史上4强中第一次出现兩位中国球员。当年李娜在WTA伯明翰草地賽女單決賽打敗莎拉波娃而获得冠军，法网第三轮不敌後來冠軍斯齐亚沃尼；温网第四圈復仇拉德萬斯卡成功，但在四分之一决赛再次输给最后冠军塞雷娜·威廉姆斯；美网首轮出局。年终排名第11。年底，霍格斯泰特转教莎拉波娃，前丹麦选手迈克尔·莫滕森成为李娜的新教练。
廣州亞運會網球賽中，李娜僅參加女子團體賽事，協助中國女子網球隊打敗中華台北隊，成功奪冠。

### 2011年：大满贯冠亚军

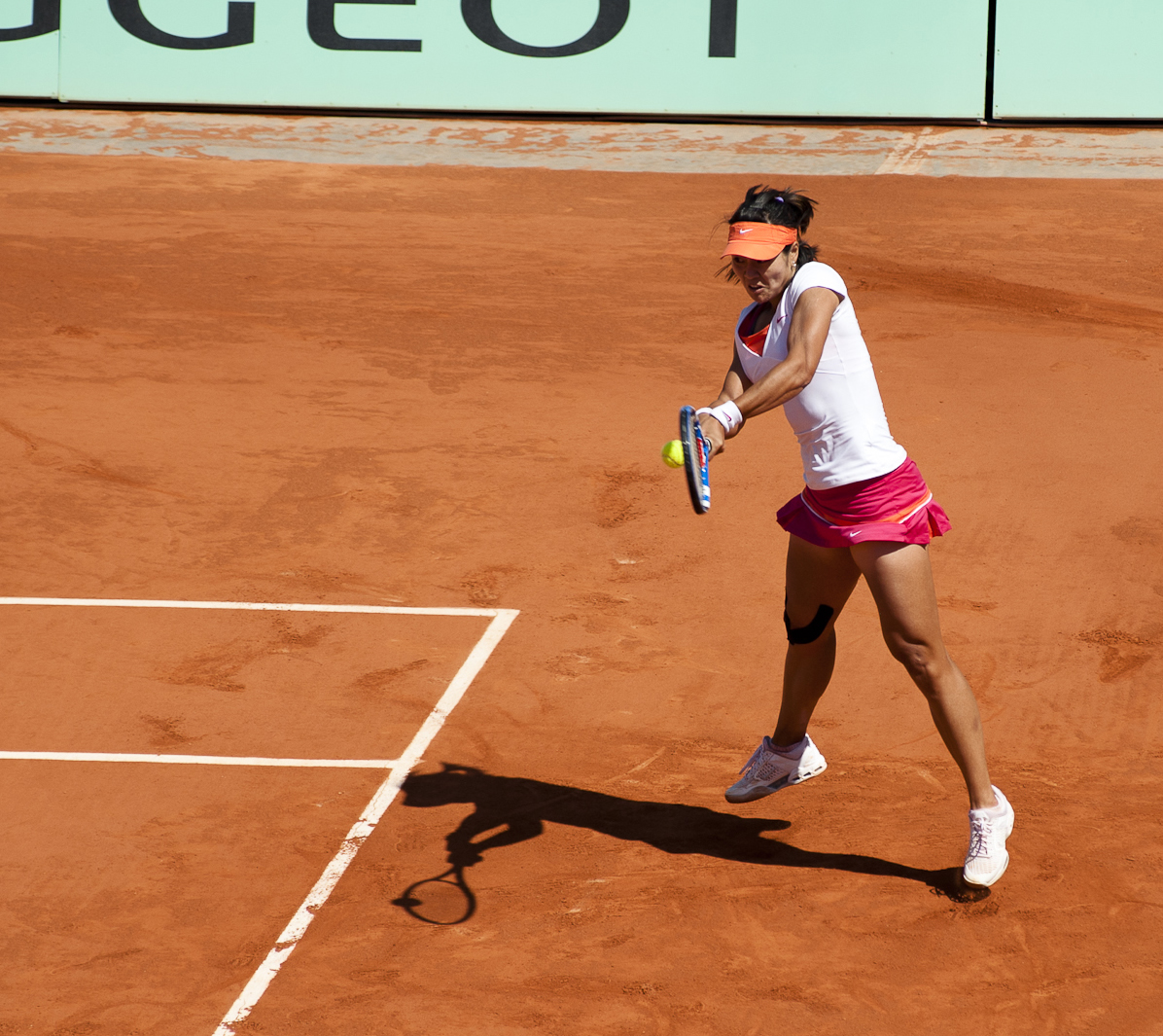
李娜于2011年法网半决赛

2011年1月14日，李娜一路过关斩将，在WTA顶级赛悉尼国际赛中进入决赛，而她的对手是三届美網冠军得主，当时世界排名第3的金·克里斯特尔斯，李娜在开局不利0:5的情况下上演大逆转，以7:6和6:3战胜比利时好手，夺得个人在WTA的第4个单打冠军，值得一提的是，这也是李娜首次获得顶级赛及以上级别的冠军。1月27日，她在澳洲網球公開賽女單半決賽中以2比1的逆转擊敗世界排名第一的丹麥球手卡露蓮·禾絲妮雅琪，歷史性打入該項大滿貫賽事的決賽，成為第一位打入大滿貫決賽的中國及亞洲球手。她在1月29日的决赛中再次與克里斯特尔斯相遇，最终以1-2（6:3，3:6，3:6）告负，获得亚军，不过已经取得了當時亚洲球手在大满贯单打赛事中的最好成绩。这场比赛之后，她的世界排名上升到第7名。
2011年6月2日，李娜在2011年法国網球公開賽女單比賽中，连续擊敗四位排名前十球員奪冠﹕第四轮在決勝局落後0:3的情況下，逆转9號種子克維托娃；八強繼年初澳網後，再度擊敗4號種子阿扎伦卡；半决赛中以2比0击败前世界排名第一的7號種子俄罗斯选手莎拉波娃，首次打入该项大满贯赛事的决赛。6月4日，她在决赛中以2-0（6:4，7:60）战胜了卫冕冠军5號種子斯齐亚沃尼，获得了该项赛事的冠军。至此，李娜成为中国以及亚洲第一个大满贯单打赛事的冠军。WTA世界排名也上升到第4位，追平了日本选手伊达公子所创造的亚洲选手单打最高网球排名纪录。
在当年的温网中，李娜于第2轮输给了萨比娜·利斯基﹔而美网則在首轮爆冷被羅馬尼亞新秀西莫娜·哈勒普淘汰出局，即便如此，凭借上半年的优异表现，李娜成功入围年終賽，虽然小组赛一胜两负出局，但依旧创造了中国网球历史。

### 2012年：首奪超五巡迴賽冠軍
在前一年夺得亚洲人及中国人首座网球大满贯冠军后，李娜的名气和商业价值激增，花在广告活动的时间增加了不少﹔但与此同时，她前半年在网球上的成绩则难以与去年的相比。在澳網及法網皆止步第四轮，其中后者未能卫冕；溫網在第二轮出局；紧接的奧運女單賽事更是首轮出局。美網和WTA年終賽分別在第三轮及小组赛出局。整年唯一的亮點是在7月聘請曾執教前世界第一球手海寧的卡洛斯·羅德里格斯為新教練後，隨即在羅傑斯盃殺入決賽，不敵克維托娃收获亞軍；在接著的辛辛那提公開賽賽事中，半决赛击败维纳斯·威廉姆斯而保持自己對後者對賽全勝兼三連勝紀錄，決賽更以2:1逆转德國一姐科贝尔而夺得冠軍，是她职业生涯首次夺得超五巡迴赛冠军。

### 2013年：回歸頂尖行列

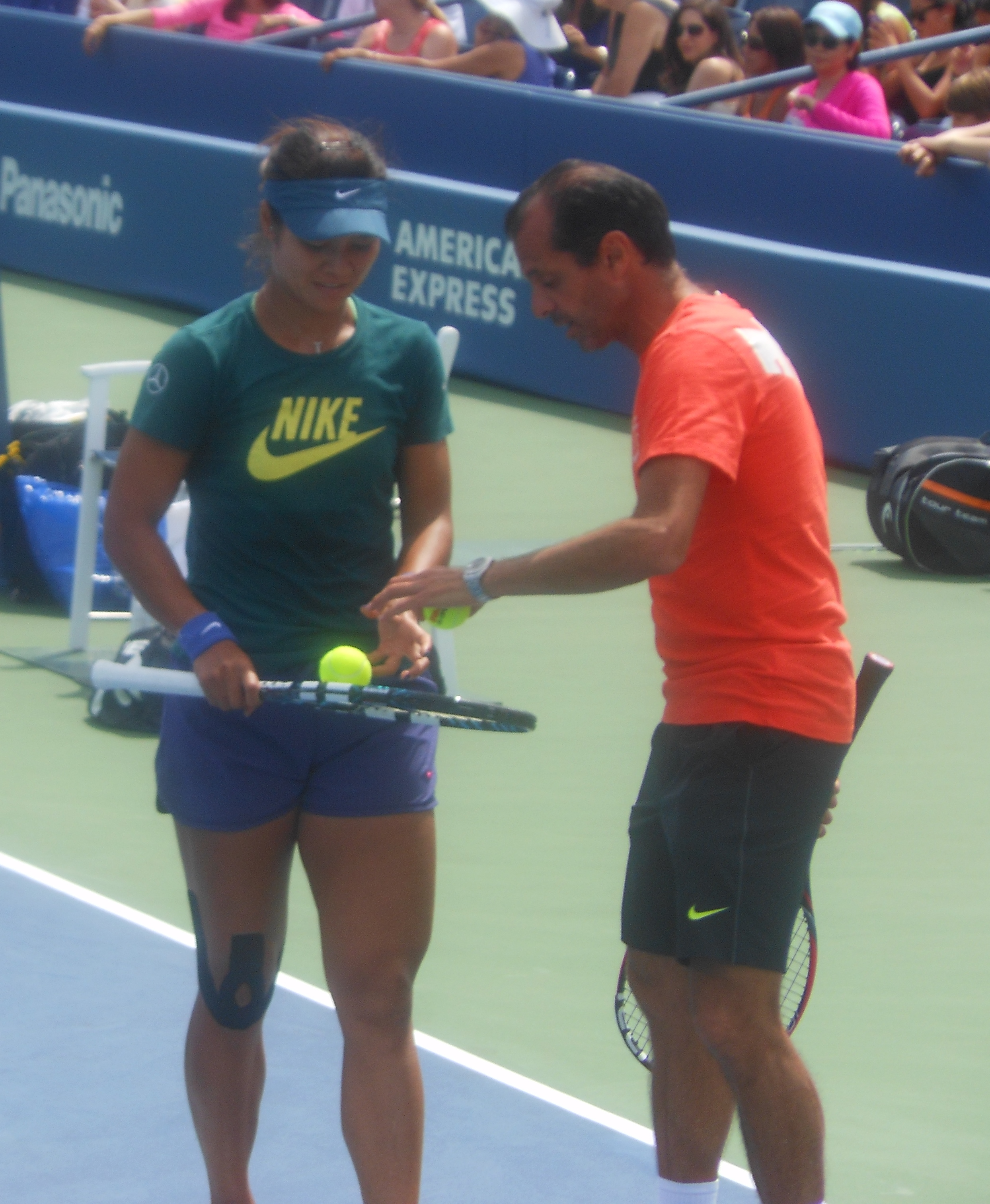
李娜於2013年美網，右為教練卡洛斯·羅德里格斯

2013年1月6日，李娜击败扎科帕洛娃夺得首届深圳公開賽女单冠军。在随后的悉尼网球公开赛半决赛中负于最后的冠军，波蘭選手拉德萬斯卡。在2013年澳大利亚网球公开赛四分之一决赛中，李娜以7-5，6-3的总比分成功复仇拉德万斯卡。随后的半决赛中，李娜一鼓作气以6-2，6-2的总比分横扫去年赛会亚军莎拉波娃第二次晋级澳网决赛。1月26日，李娜在决赛中遭遇世界第一、卫冕冠军维多利亚·阿扎伦卡。火力全开的李娜在先下一城的情况下遭到了对手的强势反扑，还两度意外受伤倒地，苦战三盘之后以6-4，4-6，3-6的总比分遗憾落败，再次屈居亚军。李娜赛后说：「虽然我不再年轻，但希望明年再来。」
2013年5月27日，李娜在法网首轮赛事，直落两盘6-3，6-4击败非种子球手梅迪娜，晋级第二圈，但第二轮比赛受天气影响，三度因雨暂停，中国金花未能抵挡对手美国球员马泰克势大力沉的底线进攻，连丢两盘遭遇逆转，旋即被淘汰。
6月29日，李娜在溫布頓女單8強賽敗給拉德萬斯卡，其中首盘李娜在手握盘点的情况下，一记ACE球被裁判误拍出界，并没有提出挑战，后遭A-拉逆转，憾失首盘，第二盘虽成功扳回，但手感未能维持，遗憾出局。
在美網第三圈，李娜又在遇上上年同一階段淘汰她的劳拉·罗布森，這次她以直落兩盤擊敗對手並成功復仇；9月3日，李娜職業生涯首度打入美網四強。
10月26日，第三次入圍WTA年終賽的李娜，在小組賽分別擊敗埃拉尼、揚科維奇、阿扎倫卡，三戰全勝挺進四強，並在四強中以直落兩盤擊敗克維托娃，成為第一個打進決賽的亞洲球員，世界排名則以創亞洲紀錄的第三作結。

### 2014年：急流勇退
2014年1月4日，李娜擊敗同胞彭帥成功衛冕深圳公开赛女单冠军。
澳网前夕，当李娜被问及新年愿望时，她回覆說希望再拿一个大满贯冠军。而這個夢想終於在這一年如願以償，在2014年1月25日的澳网女单決賽中，李娜以7-63， 6-0直落兩盤擊敗斯洛伐克球手席布可娃，終結自己過去兩次澳网决赛未能奪冠的遺憾。同時亦成為首位亞洲人的澳網女單冠軍得主。
二月的中東硬地賽事展開前，作為多哈站衛冕冠軍的艾莎蘭卡因傷退出，令李娜的世界排名在此站結束後升上第二。在邁阿密大師賽中，李娜生涯首次晉級皇冠級別的決賽，但最終輸給衛冕者小威廉絲，收下對戰10連敗。
法網，2号种子李娜在第一轮就以1：2不敌法国小将美拉德諾維奇，爆冷出局。而在隨後的溫布頓網球公開賽，雖然李娜首兩輪表現尚好，但在第三輪，被捷克球手斯特里科娃以雙搶七打敗。教練卡洛斯和李娜此時爆出了分手的傳聞，不料；卡洛斯因私人原因與李娜解除合約。而雪上加霜的是，李娜在秋季北美硬地賽季前宣佈因膝傷復發而要退出整項美網系列賽事。
溫網之後，加上功勛教練卡洛斯離開，外界就一直盛傳李娜將在亞洲賽季結束之後退役。而李娜在自己的社交網站上面宣佈退出美網系列賽的同時，承諾如約參加武漢公開賽和中國公開賽，但在9月18日，媒體報道李娜因為傷病困擾選擇退出武漢和北京兩站賽事，經紀公司IMG也將為其舉行新聞發佈會，交代退役一事。
9月19日，李娜在她的新浪微博和Facebook同時發表中英文退役聲明，文中提到過去15年職業生涯裡面，李娜所得到的幫助，取得的成績以及創造了很多自己或別人認為的不可能的記錄，並感謝了曾經給予她幫助、理解、陪伴在她身邊的人。隨後李娜交代了退役的原因是因為越來越嚴重的膝傷導致自己不能重返賽場，因而無奈做出如此決定。最後她表示，退役的時候，會將更多的時間陪伴在家人身邊，並且開辦網球學校以及積極投身公益事業。

## 場外

### 婚姻
李娜与丈夫姜山在1995年相识，2006年两人结婚。2015年1月19日，李娜通过个人微博透露自己已有身孕。2015年1月19日在澳大利亚网球公开赛、墨爾本公園球場宣布懷孕喜訊，「姜山和我覺得很興奮。我們的第一個孩子將在今夏誕生。」李娜開心讚揚老公說：「我想姜山表現很棒。他轟出了Ace球。」2015年，李娜誕下女兒；2016年，李娜誕下兒子。

### 影響
2012年，福布斯公佈的百大名人榜，李娜排第87位 ，而中國名人榜則排名第五。同年，李娜推出自传《独自上场》，並於次年12月推出英文版本。2013年，李娜成为《时代》杂志4月29日出版的封面人物，并入选該雜誌2013年度全球百大最有影响力人物名单。次年5月26日，李娜再度成為該雜誌的封面人物。同年的福布斯百大名人榜，李娜排第85位﹔中國名人榜則排名第八，另外還入選美國《Fast Company》雜誌百大創造力人物名單。2015年4月，李娜在上海舉行的劳伦斯世界体育奖颁奖典礼上獲頒特別成就獎。同年5月，導演陳可辛宣佈與李娜合作，後者的自傳將被拍成電影《獨自·上場》，預計2016年上映，李娜則以創意顧問的身份參與此次電影製作。2019年，退役五年的李娜剛剛符合資格便入選國際網球名人堂。

### 商業活動
2011年法網奪冠後，李娜的名氣和商業價值遞增。2012、2013和2014年度的福布斯世界百大運動員收入排行榜中，李娜榜上有名，分別排第81位、第85位及第41位。李娜曾為三星、賓士、勞力士、哈根達斯等多個品牌擔任大使及拍攝廣告。2014年7月，耐克的上海新總部大樓以李娜的名字命名。

### 公益
2010年5月，李娜将在马德里皇冠赛获得的近50万元人民币奖金捐给了青海玉树灾区。紧接着，她又把参加中国网球公开赛的全部近百万元奖金全部捐给中国儿童少年基金会，用于武汉市儿童福利院为孤残儿童建造爱心康健室和爱心运动场。
2014年6月17日，李娜在微博曝光一张半裸照片，代言粉红色带，全力支持女性关爱乳房健康。

## 主要比賽成績

### 大滿貫

#### 女單冠軍（2）
| 年份 | 比賽 | 場地 | 決賽對手   | 對手國籍 | 勝方比分  |
| ---- | ---- | ---- | ---------- | -------- | --------- |
| 2011 | 法網 |      | 斯齐亚沃尼 | 義大利   | 6–4、7–60 |
| 2014 | 澳網 | 硬地 | 齐布尔科娃 | 斯洛伐克 | 7–63、6–0 |

#### 女單亞軍（2）
| 年份 | 比賽 | 場地 | 決賽對手     | 對手國籍 | 勝方比分      |
| ---- | ---- | ---- | ------------ | -------- | ------------- |
| 2011 | 澳網 | 硬地 | 克里斯特尔斯 | 比利时   | 3–6、6–3、6–3 |
| 2013 | 澳網 | 硬地 | 阿扎伦卡     | 白俄羅斯 | 4–6、6–4、6–3 |

### WTA巡迴賽
| 赛事系列                                     |
| 大满贯赛事（2冠2亚）                         |
| WTA年终赛/WTA巡回锦标赛（1亚）               |
| 第一级锦标赛/皇冠明珠級與超5巡迴賽（1冠3亞） |
| 第二级锦标赛/頂級巡迴賽（1冠2亞）            |
| 第三、四、五级锦标赛/国际赛（5冠4亚）        |

#### 单打决赛（21次，9冠12亚）
| 結果 | No | 日期           | 赛事               | 场地     | 决赛对手              | 决赛比分               |
| ---- | -- | -------------- | ------------------ | -------- | --------------------- | ---------------------- |
| 冠軍 | 1  | 2004年10月3日  | 广州，中国         | 硬地     | 马汀娜·苏查           | 6–3，6–4               |
| 亞軍 | 1  | 2005年5月1日   | 埃斯托利尔，葡萄牙 | 泥地     | 露丝·莎法洛法         | 74–6，4–6，3–6         |
| 亞軍 | 2  | 2006年5月7日   | 埃斯托利尔，葡萄牙 | 泥地     | 郑洁                  | 74–6，5–7 李娜中途退赛 |
| 冠軍 | 2  | 2008年1月5日   | 黄金海岸，澳大利亚 | 硬地     | 維多利亞·阿扎倫卡     | 4–6，6–3，6–4          |
| 亞軍 | 3  | 2009年3月8日   | 蒙特雷，墨西哥     | 硬地     | 玛丽恩·巴托莉         | 4–6，3–6               |
| 亞軍 | 4  | 2009年6月14日  | 伯明翰，英国       | 草地     | 瑪格達蓮娜·里巴里科娃 | 0–6，6–72              |
| 冠軍 | 3  | 2010年6月13日  | 伯明翰，英国       | 草地     | 玛丽亚·莎拉波娃       | 7–5，6–1               |
| 冠軍 | 4  | 2011年1月14日  | 悉尼，澳洲         | 硬地     | 金·克里斯特尔斯       | 7–63，6–3              |
| 亞軍 | 5  | 2011年1月29日  | 澳大利亚网球公开赛 | 硬地     | 金·克里斯特尔斯       | 6–3，3–6，3–6          |
| 冠軍 | 5  | 2011年6月4日   | 法国网球公开赛     | 红土     | 弗蘭切斯卡·斯齐亚沃尼 | 6–4，7–60              |
| 亞軍 | 6  | 2012年1月13日  | 悉尼，澳洲         | 硬地     | 维多利亚·阿扎伦卡     | 2–6，6–1，3–6          |
| 亞軍 | 7  | 2012年5月20日  | 羅馬，意大利       | 紅土     | 瑪麗亞·莎拉波娃       | 6–4，4–6，6–75         |
| 亞軍 | 8  | 2012年8月13日  | 蒙特利爾，加拿大   | 硬地     | 佩特拉·克維托娃       | 5–7，6–2，3–6          |
| 冠軍 | 6  | 2012年8月19日  | 辛辛那提，美國     | 硬地     | 安赫利奎·克柏         | 1–6，6–3，6–1          |
| 冠軍 | 7  | 2013年1月5日   | 深圳，中國         | 硬地     | 克拉拉·扎科帕洛娃     | 6–3，1–6，7–5          |
| 亞軍 | 9  | 2013年1月26日  | 澳大利亚网球公开赛 | 硬地     | 維多利亞·阿扎倫卡     | 6–4，4–6，3–6          |
| 亞軍 | 10 | 2013年4月28日  | 斯圖加特，德國     | 泥地     | 玛丽亚·莎拉波娃       | 4–6，3–6               |
| 亞軍 | 11 | 2013年10月27日 | WTA年終總決賽      | 室内硬地 | 塞雷娜·威廉姆斯       | 6–2，3–6，0–6          |
| 冠軍 | 8  | 2014年1月4日   | 深圳，中國         | 硬地     | 彭帥                  | 6–4，7–5               |
| 冠軍 | 9  | 2014年1月25日  | 澳洲網球公開賽     | 硬地     | 多米尼卡·齐布尔科娃   | 7–63，6–0              |
| 亞軍 | 12 | 2014年3月29日  | 邁阿密，美國       | 硬地     | 塞雷娜·威廉姆斯       | 5–7，1–6               |

#### 双打决赛（2次，2冠0亚）
| 結果 | No | 日期          | 赛事             | 场地 | 搭档            | 决赛对手                              | 决赛比分      |
| ---- | -- | ------------- | ---------------- | ---- | --------------- | ------------------------------------- | ------------- |
| 冠軍 | 1  | 2000年6月18日 | 塔什干，乌兹别克 | 硬地 | 李婷            | 伊蘿達·图里亚加诺娃 安娜·莎寶蘿扎諾娃 | 3–6，6–2，6–4 |
| 冠軍 | 2  | 2006年6月18日 | 伯明翰，英国     | 草地 | 耶莱娜·扬科维奇 | 吉尔·克雷巴斯 莉泽尔·许贝尔           | 6–2，6–4      |

### ITF女單冠軍（19）
| No | 日期           | 地点                      | 场地      | 决赛对手            | 比分          |
| 1  | 1999年6月13日  | 深圳，中国                | 硬地      | 郑阳靖              | 6–2，6–3      |
| 2  | 1999年6月20日  | 深圳，中国                | 硬地      | 郑阳靖              | 6–0，6–0      |
| 3  | 1999年8月29日  | 威斯田德，比利时          | 泥地      | Daphne van de Zande | 6–3，6–1      |
| 4  | 2000年1月23日  | 博卡拉顿，美国            | 硬地      | 桑德拉·卡西克       | 6–4，6–3      |
| 5  | 2000年3月26日  | 南京，中国                | 硬地      | 玛丽-依伏·帕勒提尔  | 7–6，6–2      |
| 6  | 2000年4月2日   | 南京，中国                | 硬地      | 丁丁                | 6–2，6–2      |
| 7  | 2000年4月16日  | 沈阳，中国                | 硬地      | 孙甜甜              | 6–0，6–4      |
| 8  | 2000年4月23日  | 大连，中国                | 硬地      | 陈丽玲              | 6–4，6–4      |
| 9  | 2000年5月14日  | 首尔，韩国                | 泥地      | 金訚哈              | 6–3，7–6      |
| 10 | 2000年5月28日  | 胡志明市，越南            | 硬地      | 怀娜·普拉库斯亚     | 6–1，6–2      |
| 11 | 2000年7月9日   | 奇维塔诺瓦-马尔凯，意大利 | 泥地      | 加利亞爾迪          | 6–3，4–6，7–6 |
| 12 | 2001年4月22日  | 胡志明市，越南            | 硬地      | 羅貝塔·文奇         | 6–4，7–5      |
| 13 | 2001年7月29日  | 广州，中国                | 硬地      | 刘南楠              | 6–1，6–2      |
| 14 | 2002年2月10日  | 米德兰，美国              | 硬地/室内 | 马绍娜·华盛顿       | 6–1，6–2      |
| 15 | 2004年5月23日  | 北京，中国                | 硬地      | 冈本圣子            | 6–4，6–4      |
| 16 | 2004年5月30日  | 通辽，中国                | 硬地      | 巴依亚·木他信       | 6–4，2–6，7–6 |
| 17 | 2004年6月6日   | 乌兰浩特，中国            | 硬地      | 刘南楠              | 6–0，6–0      |
| 18 | 2004年6月13日  | 北京，中国                | 硬地/室内 | 苏查奴·薇拉塔普拉瑟 | 6–2，6–4      |
| 19 | 2004年10月31日 | 深圳，中国                | 硬地      | 孙甜甜              | 6–3，4–6，6–2 |

### 大滿貫單打成績
指引：
| W | F | SF | QF | #R | RR | LQ (Q#) | A | P | Z# | PO | SF-B | F-S | G | NMS | NH | NQ |

W：冠軍；F：亞軍；SF：四強；QF：八強；#R：前四輪；RR：小組賽；LQ：止步資格賽；A：缺席；P：比赛延期；Z#：戴维斯杯/联合会杯组别赛（#表示级别）；PO：參與戴維斯盃/联合会杯附加赛；SF-B：奧運會銅牌；F-S：奧運會銀牌；G：奧運會金牌；NMS：非ATP1000大師賽系列；NH：該賽事本年度未舉行；NQ：未入圍。
| 大滿貫       | 2005 | 2006 | 2007 | 2008 | 2009 | 2010 | 2011 | 2012 | 2013 | 2014 | 勝負（胜率） |
| ------------ | ---- | ---- | ---- | ---- | ---- | ---- | ---- | ---- | ---- | ---- | ------------ |
| 澳洲公開賽   | 3R   | 1R   | 4R   | 3R   | A    | SF   | F    | 4R   | F    | W    | 34–8（81%）  |
| 法國公開賽   | A    | 3R   | 3R   | A    | 4R   | 3R   | W    | 4R   | 2R   | 1R   | 20–6（77%）  |
| 溫布頓錦標賽 | A    | QF   | A    | 2R   | 3R   | QF   | 2R   | 2R   | QF   | 3R   | 17–7（71%）  |
| 美國公開賽   | 1R   | 4R   | A    | 4R   | QF   | 1R   | 1R   | 3R   | SF   | A    | 17–8（68%）  |

### 奥运会成绩
2008北京奥运会四强
2012伦敦奥运会1轮

## 外部連結
- 李娜在国际奥林匹克委员会的资料
- 李娜的新浪微博
- 李娜的国际女子网球协会官方資料（英文）
- 李娜的國際網球總會 職業／青少年 官方資料（英文）
- 李娜个人资料